# Ларионов, Борис Владимирович
Бори́с Влади́мирович Ларио́нов (19 ноября 1941, Казань — 3 февраля 1993, Нижний Новгород) — заслуженный лётчик-испытатель СССР (16 августа 1990), подполковник (1984).

## Биография
Родился 19 ноября 1941 года в городе Казань. В 1959 году окончил 10 классов школы. В 1959—1960 годах работал токарем на Казанском авиазаводе. В 1960 году окончил Казанский аэроклуб.

В армии с сентября 1960 года. В 1964 году окончил Качинское высшее военное авиационное училище лётчиков, оставлен в нём лётчиком-инструктором. С июня 1970 года капитан Б. В. Ларионов — в запасе.
В 1971 году окончил Школу лётчиков-испытателей, в 1975 году — Горьковский политехнический институт (ныне — Нижегородский государственный технический университет).
С октября 1971 года — лётчик-испытатель Горьковского авиазавода. Испытывал серийные сверхзвуковые самолёты МиГ-21, МиГ-25, МиГ-31, МиГ-29УБ и их модификации.
Погиб 3 февраля 1993 года при выполнении испытательного полёта на самолёте МиГ-29УБ вместе со вторым пилотом А.В.Мазуром.
Жил в городе Горький (ныне — Нижний Новгород). Похоронен на Новосормовском кладбище в Нижнем Новгороде.

## Награды
- орден «Знак Почёта» (2.02.1982)
- медали

## Почётные звания
- Заслуженный лётчик-испытатель СССР (16.08.1990)